# 外周血单个核细胞
外周血單个核細胞（peripheral blood mononuclear cell，PBMC，注意这里是 mononuclear cell 單个核細胞，而不是 Monocyte 單核細胞）是指任何拥有圆形的细胞核的外周血细胞  ，这些细胞包括淋巴细胞（T细胞、B细胞、NK细胞）和单核细胞，而红血球和血小板由于没有细胞核不属于此类，粒细胞（包括中性粒细胞，嗜碱性粒细胞和嗜酸性粒細胞）拥有多分叶的核，也不属于此类。
這些細胞可以使用聚蔗糖（一種分離血液層的親水性多醣）和梯度離心從全血中提取，其將血液分離成頂層血漿，隨後是一層PBMC和多形核細胞的底部部分（如中性粒细胞和嗜酸性粒細胞）和紅血球。多形核細胞可以通過裂解紅細胞進一步分離。嗜鹼性球有時在密集和PBMC部分中均有發現。

## 科研用途
PBMC常用于免疫学领域的科研活动(包括自體免疫性疾病),  傳染病, 惡性血液病, 疫苗 開發, 移植免疫學, 而高通量篩選是PBMC的頻繁使用者。 在很多情況下，PBMC來源於血庫.
PBMC被認為是一種重要的疫苗接種途徑。 來自癌症患者的PBMC可以在體外提取和培養。 隨後，PBMC受到腫瘤抗原如腫瘤幹細胞抗原的攻擊。 通常添加炎性細胞因子以幫助PBMC抗原吸收和識別.